# Distrito de Nha Be
Nha Be (em Vietnameita:Nhà Bè) é um dos 24 distritos da Cidade de Ho Chi Minh, no Vietnam, sendo um dos cinco distritos que compõem a região suburbana e rural da cidade. Com uma área total de 100,41 km², o distrito tem uma população de 109 949 habitantes, de acordo com dados de 2010. O distrito está dividido em 11 pequenos subconjuntos que são chamados de alas. 